# Лэзир, Джесси Уильям
Лэзир, Джесси Уильям (англ. Jesse William Lazear; 1866, Балтимор, США — 1900, Куба) — американский врач, исследователь жёлтой лихорадки.

## Ранние годы
Лэзир был сыном Уильяма и Шарлотты (в девичестве Петтигрю). Он учился в военной академии Тринити Холл и Колледже Вашингтона и Джефферсона в Пенсильвании. В 1889 году получил звание бакалавра искусств в Университете Джонса Хопкинса. В 1892 стал PhD (приблизительный аналог доктора наук) по медицине. Работал в Париже, в Институте Пастера. В 1896 женился, имел двух детей. Был членом братства Фи Каппа Пси.

## Карьера
С 1895 году работал врачом в Больнице Джонса Хопкинса в Балтиморе. Там он изучал малярию и жёлтую лихорадку. В 1900 отправился в Квемадос на Кубе, где был ассистентом армейского хирурга в американских казармах. Работая вместе с Уолтером Ридом, Джеймсом Кэроллом и Аристидесом Аграмонте он смог подтвердить гипотезу о передаче болезни комарами, выдвинутую в 1881 году Карлосом Финлеем.

## Смерть
Дал заражённому москиту укусить себя и скончался от болезни в возрасте 34 лет. Позже стало известно, что он сделал это не случайно, но намеренно, совместив желание совершить самоубийство с желанием поставить опыт на себе и изучить лихорадку полнее. Правду открыл в 1947 году будущий нобелевский лауреат Филип Хенч, изучивший записную книжку погибшего учёного.
В его честь назвали дортуар и одно из университетских зданий.